# 嘉隆苑
嘉隆苑（英語：Ka Lung Court）為香港房屋委員會的一個居屋屋苑，得名自雞籠灣地名之雅稱。全苑建有兩座35層及兩座36層高新十字型樓宇，當中嘉昇閣及嘉平閣的地下也設有住宅單位，共1402伙。位於港島南區奇力灣填海區田灣海傍道33號，在華貴邨旁，由順成建築承建，於1991年11月入伙。並由富城物業管理有限公司負責管理。

## 屋苑資料

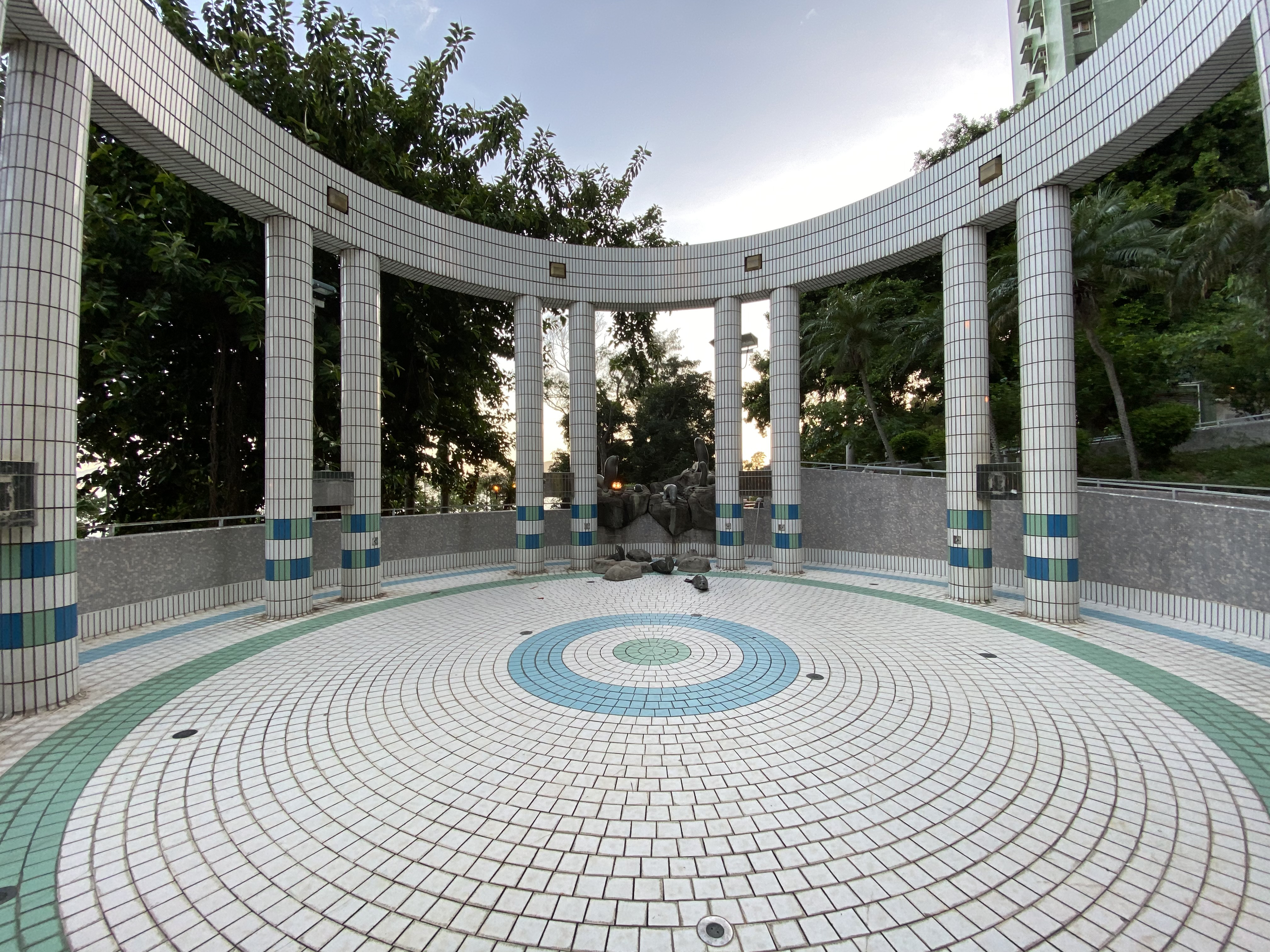
已經停用多年的跳躍噴泉

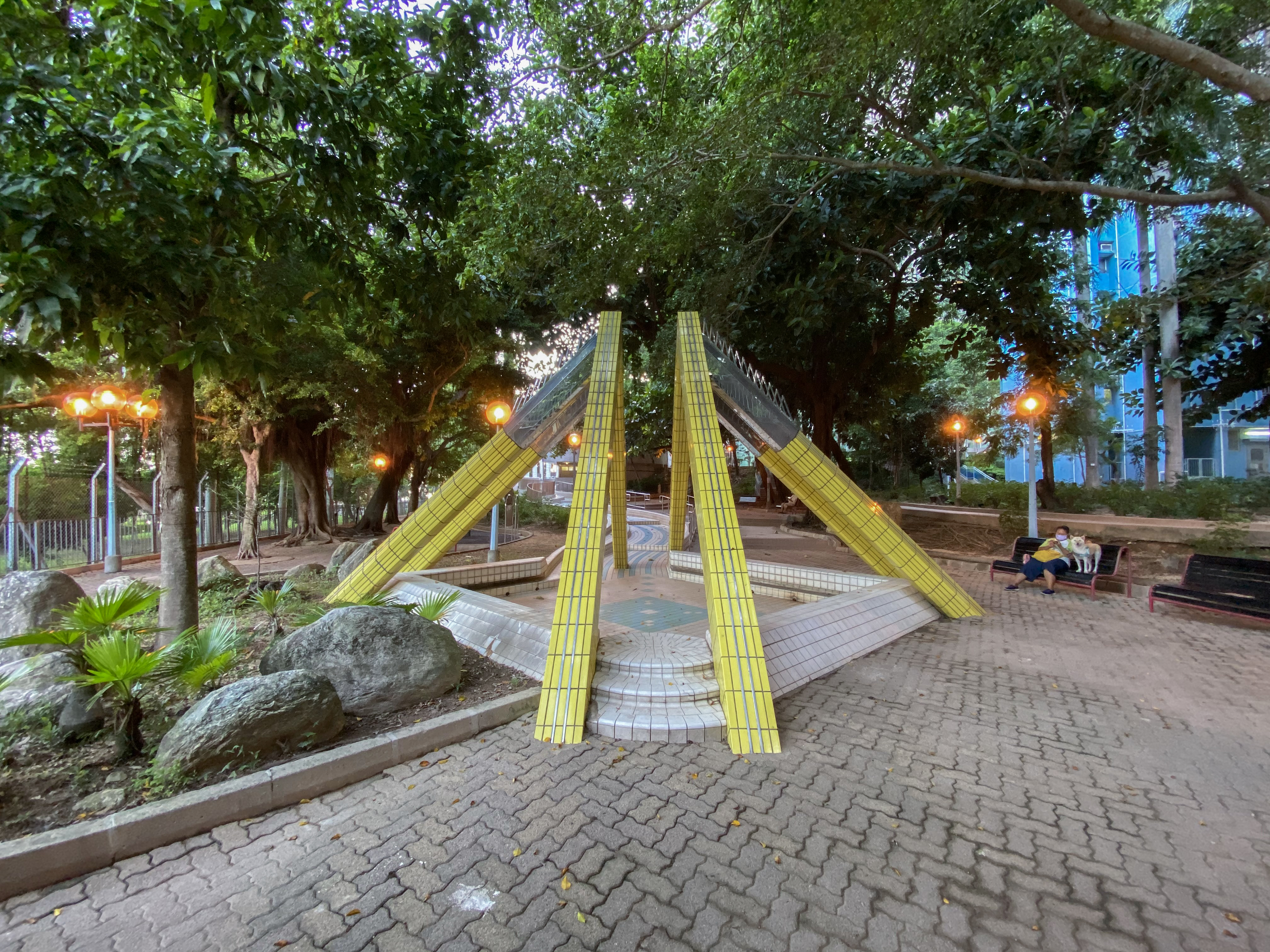
休憩花園原設有大型水景，不過已經停用多年

嘉隆苑共有4座，各座均為新十字型大廈建築設計。
- 出售期數：第12期丙
- 單位數目：1402
- 單位建築面積（平方米）：47至76 m2（510至820 sq ft）
- 單位實用面積（平方米）：37至59 m2（400至640 sq ft）
- 首次推出售價（港元）：478,200 - 997,300
- 接受申請日期：1990年12月

### 樓宇
| 樓宇名稱（座號） | 樓宇類型                | 落成年份 | 樓宇層數 （住宅層數） | 每層伙數 | 單位數目（伙） | 承建商   | 提供升降機的廠商 | 期數 |
| ---------------- | ----------------------- | -------- | --------------------- | -------- | -------------- | -------- | ---------------- | ---- |
| 嘉昇閣（A座）    | 新十字型 （1984年版本） | 1991年   | 35                    | 10       | 350            | 順成建築 | 乘賓 (Sabiem)    | 3    |
| 嘉平閣（B座）    | 新十字型 （1984年版本） | 1991年   | 35                    | 10       | 350            | 順成建築 | 乘賓 (Sabiem)    | 3    |
| 嘉俊閣（C座）    | 新十字型 （1984年版本） | 1991年   | 35                    | 10       | 350            | 順成建築 | 乘賓 (Sabiem)    | 3    |
| 嘉傑閣（D座）    | 新十字型 （1984年版本） | 1991年   | 35                    | 10       | 350            | 順成建築 | 乘賓 (Sabiem)    | 3    |

### 設施
屋苑設有籃球場、兒童遊樂場、網球場、健身區和停車場。當中休憩花園原本設有大型水景和跳躍噴泉，不過已經停用多年；而花園亦設有通道往由港鐵管理的海濱長廊「南堤綠徑」，不過該土地屬短期租約，租期已於2021年9月23日屆滿。日後或會交還給房屋署。

## 交通
該屋苑的巴士總站鄰近華貴邨，亦有華貴邨升降機塔前往華富邨，而且附近亦有多條巴士及專線小巴路線途經，所以交通亦頗為方便。